# Atherix neotropica
Atherix neotropica är en tvåvingeart som beskrevs av Lindner 1924. Atherix neotropica ingår i släktet Atherix och familjen bäckflugor. Inga underarter finns listade i Catalogue of Life.